# 覃志刚
覃志刚（1953年5月—），男，壮族，广西柳城人，中华人民共和国政治人物，中国共产党党员，曾任中国文学艺术界联合会副主席，中华海外联谊会秘书长，第十一届全国政协委员。

## 生平
2008年，当选第十一届全国政协常务委员，代表文化艺术界，分入第二十八组。并担任教科文卫体委员会副主任。